# Apostolska konstitucija
Apostolska konstitucija (latinsko: constitutio apostolica) je papeški dokument najvišje veljave, ki obravnava doktrinalne, pravne ali disciplinske zadeve.
Konstitucije morejo definirati dogmo (npr. Dei verbum o božjem razodetju), spremenijo kanonsko pravo (npr. Anglicanorum coetibus o možnosti vstopa anglikancev v Katoliško cerkev), disciplinske navade (npr. Paenitemini o postu) ali preoblikujejo cerkvenopravne strukture (Pascite gregem Dei o rimski kuriji). Glede na namen se uporabljata tudi obliki dogmatična oziroma pastoralna konstitucija.
Apostolska konstitucija se izda kot papeška bula zaradi svoje slovesne in javne narave. Po veljavi ji sledijo okrožnica, apostolsko pismo, izjava (declamatio), motuproprij, apostolska spodbuda in nagovor (allocutio).

## Sklic
1. 1 2  »Understanding Church Documents« (PDF). liturgyoffice. Catholic Bishops' Conference of England and Wales. Pridobljeno 20. marca 2022.